# 法比安·艾斯宾杜拿
艾格特·法比安·艾斯賓杜拿（西班牙語：Edgar Fabián Espíndola，1985年5月4日—），一般称作艾斯賓杜拿，出生于梅諾，阿根廷职业足球运动员，曾效力过多支南美及美职联球队。